# Ariana dos Países Baixos
Ariane Guilhermina Máxima Inês de Orange-Nassau (Haia, 10 de abril de 2007) é a terceira e última filha do rei Guilherme Alexandre dos Países Baixos e sua esposa, a rainha consorte Máxima. Desde 2013, ela é a terceira na linha de sucessão ao trono holandês, atrás de suas duas irmãs mais velhas, as princesas Catarina Amalia e Alexia. 
A princesa Ariane vive com os pais e as irmãs no Palácio de Huis ten Bosch, localizado na cidade de Haia.

## Nascimento
A princesa Ariane nasceu no Hospital Brovono, na cidade de Haia, às 21h56 (horário local). Na ocasião, pesava 4,135kg e media 52 centímetros. Ela nasceu como a terceira menina do até então príncipe herdeiro Guilherme Alexandre, Príncipe de Orange e a sua esposa, a princesa consorte Máxima dos Países Baixos. Devido a isso, em 2007, quando nasceu, Ariana foi a 4ª na linha de sucessão ao trono holandês, logo após as suas duas irmãs (Catarina-Amalia e Alexia) e o seu pai. [carece de fontes?]
O primeiro-ministro Jan Peter Balkenende informou à nação pouco depois e disse que tanto a mãe quanto criança estavam saudáveis e bem. Na manhã seguinte, o Guilherme Alexandre apareceu na televisão com sua nova filha. [carece de fontes?]
Em 13 de abril de 2007, pouco depois de três dais do seu nascimento, o seu nome completo foi anunciado oficialmente, sendo eles Ariana pois seus pais gostavam do nome e desejavam manter o padrão de iniciais "A" para as suas filhas, Guilhermina em homenagem à sua trisavó a rainha Guilhermina, Máxima em homenagem à mãe e à bisavó desta, e Inês em homenagem à sua tia Inés Zorreguieta. [carece de fontes?]
Posteriormente em 2013, devido a investidura do seu pai Guilherme Alexandre dos Países Baixos como rei, a Ariana passou a ser a terceira na linha de sucessão ao trono holandês, logo após apenas as suas duas irmãs, as princesas Catarina-Amalia e Alexia. [carece de fontes?]

## Batismo
A princesa Ariane foi batizada na Igreja de Kloost (Kloosterkerk), em Haia, em 20 de outubro de 2007. O vigário Deodat van der Boon utilizou água do rio Jordão para batizar a princesa, que estava usando o vestido de batizado da princesa Guilhermina, em 1880. Cerca de 850 convidados estiveram presentes, incluindo parentes da Princesa Máxima e primeiro-ministro holandês Jan Peter Balkenende. Os seus padrinhos são Valeria Delger, Inés Zorreguieta, o príncipe Guilherme, Grão Duque Hereditário do Luxemburgo, Tijo Baron Collot d'Escury e Antoine Friling.

## Hospitalização
Em 02 de maio de 2007, a princesa Ariane, com apenas 22 dias de nascida, foi levada ao Hospital Universitário de Leiden, vítima de infecção respiratória. Ela foi liberada do hospital em 5 de maio de 2007, após o tratamento para combater a infecção bacteriana e viral. 
Em 13 de junho de 2007, o príncipe Guilherme Alexandre e princesa Máxima divulgaram uma nota de agradecimento "não só para as felicitações do nascimento, mas também para os melhores votos que receberam sobre sua hospitalização" e lançaram a terceira imagem oficial com sua filha recém-nascida. O casal teria recebido mais de 30 mil cartas de pessoas bem-intencionadas. Em 8 de outubro de 2009, a princesa Ariane foi levada novamente para um hospital, no qual permaneceu por uma noite, devido a mais uma infecção respiratória. [carece de fontes?]

## Educação
Como suas irmãs, ela fez o Ensino Primário no colégio Christelijk Gymnasium Sorghvliet, em Haia, mas em 15 de maio de 2023 a Casa de Orange-Nassau anunciou que Ariane faria o Ensino Médio no UWC Atlantic College da Itália. Sua irmã Alexia, além das princesa herdeiras Elizabeth da Bélgica e Leonor da Espanha,haviam estudado na mesma instituição, mas no País de Gales.   

## Idiomas
O seu idioma nativo é a língua neerlandesa, mas ela também fala fluentemente inglês e espanhol, a língua original de sua mãe, que nasceu e cresceu na Argentina.

## Lazer e interesses
Seus hobbies são o hóquei, tocar violão, dançar, desenhar, jogar tênis e cantar. Durante alguns dias ou semanas dos meses de inverno, ela visita anualmente a cidade de Lech am Arlberg na Áustria ao lado da família. 

## Deveres reais e aparições públicas
Seus pais sempre tiveram muito cuidado em expor Ariane e as suas irmãs, o que já rendeu processos judiciais à imprensa holandesa e internacional. Quando comunicou que ela estudaria na Itália, a Casa Real escreveu: "o período escolar das princesas é privado. A pedido expresso dos pais, os meios de comunicação são chamados a continuar respeitando a privacidade de suas filhas.
No entanto, anualmente a família realiza duas sessões fotográficas para as quais a imprensa é convidada, uma no verão, em algum dos palácios, e outra durante as férias de verão em na Áustria. 
Ariana, como suas irmãs, costuma participar de alguns eventos oficiais, como o Dia do Rei. 

## Títulos e estilos
- 10 de abril de 2007 - presente: "Sua Alteza Real, a Princesa Ariane dos Países Baixos, Princesa de Orange-Nassau"

Seu título oficial em língua neerlandesa é: "Hare Koninklijke Hoogheid Ariane Wilhelmina Máxima Inés, Prinses der Nederlanden, Prinses van Oranje-Nassau"
Por decreto real, de 25 de janeiro de 2002, n° 41, assinado pela até então rainha reinante Beatriz dos Países Baixos, foi determinado que todas as crianças do então príncipe herdeiro Guilherme Alexandre, Príncipe Herdeiro dos Países Baixos receberiam o título de "Príncipe (ou Princesa) dos Países Baixos" e de "Príncipe (ou Princesa) de Orange-Nassau".